# Zafar Machmadov
Zafar Mirnazarovič Machmadov (* 21. dubna 1987) je bývalý ruský zápasník – judista čerkeského původu.

## Sportovní kariéra
Narodil se do rodiny fotbalisty původem z Tádžikistánu a Čerkesky – Abazky. Vyrůstal v Čerkesku. Jako fotbalista se neprosazoval a od 14 let přešel k úpolovému sportu sambo. Začínal pod vedením Ajuba Pšmachova a později na univerzitě v Majkopu přešel k judu. Jeho majkopský trenér Alexandr Vlasov ho doporučil do vrcholového tréninkového centra Dinamo v Čeljabinsku, kde se připravoval od roku 2007 pod vedením Andreje Vostrikova. V ruské mužské reprezentaci se prosazoval nejprve ve střední váze do 90 kg a od roku 2008 v polotěžké váze do 100 kg. V reprezentaci však byl ve své váze až třetí vzadu za Tagirem Chajbulajevem a Sergejem Samojlovičem. V roce 2012 se na olympijské hry v Londýně nekvalifikoval. Od roku 2015 se na mezinárodních turnajích neukazoval.

### Vítězství na mezinárodních turnajích
- 2009 – 1x světový pohár (Birmingham)
- 2013 – 1x světový pohár (Miami)

## Výsledky
| Turnaj             | 2007    | 2008    | 2009           | 2010           | 2011           | 2012           | 2013           |
| Turnaj             | 20      | 21      | 22             | 23             | 24             | 25             | 26             |
| Turnaj             | střední | střední | polotěžká váha | polotěžká váha | polotěžká váha | polotěžká váha | polotěžká váha |
| ------------------ | ------- | ------- | -------------- | -------------- | -------------- | -------------- | -------------- |
| Olympijské hry     |         | —       |                |                |                | —              |                |
| Mistrovství světa  | —       |         | —              | úč.            | —              |                | —              |
| Mistrovství Evropy | —       | úč.     | —              | —              | —              | 3.             | —              |
| Univerziáda        | —       |         | —              |                | 3.             |                | 2.             |
| ME do 23 let       | 1.      | 3.      | 1.             |                |                |                |                |